# Sindang Bulan
Sindang Bulan is een bestuurslaag in het regentschap Bengkulu Selatan van de provincie Bengkulu, Indonesië. Sindang Bulan telt 469 inwoners (volkstelling 2010).